# Fernão Moreira Perangal
Fernão Moreira Perangal, nascido Fernão Moreira, descendente da família dos Moreira, natural da cidade de Lagos, Cavaleiro Fidalgo da Casa do Rei D. Filipe I de Portugal, foi Chefe da nova Linhagem.

## Biografia
Passou a África, onde o feriram e cativaram, e na Índia, além dos serviços prestados, serviu no ano de 1575 com João da Costa, nomeado Capitão Mor à Costa do Malabar pelo 25.º Governador António Moniz Barreto (1573-1576). Indo em sua companhia por Capitão duma galeota, desembarcou entre os primeiros com sua gente na praia de Pera Perangal, com muito risco de sua pessoa, e no recontro havido com o inimigo foi morto o Príncipe da terra. Andavam todos a combater quando dele se aproximou um esforçado mouro para o matar e com esforço pelejou só com ele e o matou à vista de todos e, depois, feriu outros.
Em atenção a estes atos e aos serviços prestados a si e aos Reis seus antecessores, assim como à Coroa, «em todos os cargos em que o encarregaram dando sempre de si boa conta e fazendo como dele esperava e confiava», o Rei D. Filipe I de Portugal, por Carta de 25 de Março de 1585, lhe fez Mercê de Armas Novas com o Apelido Perangal. As Armas concedidas foram: de azul, com uma faixa dentelada de prata, acompanhada em chefe de uma estrela de oito raios de ouro, e em ponta de uma cabeça de mouro, cortada de vermelho e fotada de prata; timbre: um leão sainte de azul, armado de vermelho, com a estrela do escudo na espádua.